# De honden van Marduk
De honden van Marduk is een stripalbum uit 1985 en het veertiende deel uit de stripreeks Storm, getekend door Don Lawrence naar een scenario van Martin Lodewijk. Het is het vijfde deel van de subreeks De kronieken van Pandarve.

## Het verhaal
Marduk heeft zijn jacht op Storm, de Anomalie, nog niet opgegeven. Hij laat zijn telepathische speurhonden zoeken naar Storm, terwijl hij in zijn laboratorium kan zien wat de ogen van zijn honden zien.
Aan het begin van het verhaal heeft een van de honden Storm en zijn vrienden gevonden in een havenstad. Maar niet alleen de hond is geïnteresseerd in de Anomalie: Ook een verzetsstrijder heeft Storm ontdekt. Door een vreemde speling van het lot redt Storm de hond van de verdrinkingsdood. De hond kan nu Storms geur herkennen, en Marduk laat de hond naar hem terugkeren.
Storm, Roodhaar en Nomad kopen nieuwe kleren in de stad, maar ondertussen heeft de verzetsstrijder zijn kameraden gehaald. Storm en zijn vrienden vluchten, en verbergen zich in het riool. Daar ontdekken ze snel dat het riool bekendstaat als de Slokdarm, een gigantische aardworm dat als riool wordt gebruikt. Het lijkt erop dat ze levend verteerd zullen worden, maar de verzetsstrijders bezoeken de Riooldokter en zetten een sluis open zodat het water de Anomalie uit de Slokdarm en in zee zal spoelen.
In zee komen Storm en Nomad snel boven water, maar de klap op het water verdooft Roodhaar en ze wordt de diepte ingezogen. Storm weet haar boven water te krijgen, en een vriendelijke visser pikt hen op. Roodhaar is echter door het bedwelmende effect van de afvalstoffen van het levende riool verdoofd en de visser brengt hen naar zijn dorp op een van de eilanden genaamd De Ribben van Pandarve.
De sjamaan van het dorp kan Roodhaar genezen met de hulp van Pandarves Adem, een witte damp afkomstig uit het binnenste van de planeet. Dit duurt echter een paar dagen, waardoor de vlucht niet verder kan gaan.
Op een nacht komen twee verzetsstrijders de bewusteloze Roodhaar ontvoeren. Echter, op dat moment wordt ze wakker, en roept om hulp. Storm en Nomad snellen achter de ontvoerders aan, maar met Roodhaar gegijzeld hebben ze geen keus dan zich over te geven aan de verzetsstrijders
De hond van Marduk is ondertussen aangekomen bij zijn meester, en wordt getransformeerd in een mensachtig wezen. Nu hij kan praten, en dus vertellen waar hij de Anomalie heeft gezien, zendt Marduk hem met enkele soldaten op weg. Met behulp van een Anomalie-detector ontdekken ze dat de Anomalie zich bevindt in een verlaten tempel van de Giergod. Dit is het hoofdkwartier van de verzetsstrijders. De tempel is voorzien van vele vallen, maar de hond weet de vallen tegen de verzetsstrijders te gebruiken, en al snel zijn de hond en Marduks soldaten aan de winnende hand.
De leider van de verzetsstrijders blijkt een lafaard te zijn, die de Anomalie wil uitleveren aan Marduk. Maar hij komt te laat: Storm en zijn vrienden zijn net ontsnapt. Uit woede om het verraad van de leider activeert een verzetsstrijder alle vallen van de tempel tegelijk. Storm, Roodhaar en Nomad zijn net op tijd weg voordat de tempel ontploft.
Storm en zijn vrienden ontdekken het vliegtuig waarmee de hond en de soldaten zijn gekomen. De piloot wil hem tegenhouden en naar Marduk brengen, maar dan komt de hond tussenbeide. De hond kan nu eindelijk zijn dankbaarheid tonen omdat hij niet is vergeten dat Storm hem van de verdrinkingsdood heeft gered, en schenkt hem het vliegtuig. Uit woede laat Marduk hem weer veranderen in een gewone hond. Storm, Roodhaar en Nomad besluiten dan om naar de andere kant van Pandarve te vliegen, waar niemand nog van Marduk of de Anomalie heeft gehoord.